# Illa Ralston
L'illa Ralston és una petita illa boscosa del canal de Lynn, a l'Arxipèlag Alexander, Alaska, Estats Units. Es troba al nord-oest de l'illa Lincoln. El primer europeu que va albirar l'illa va ser Joseph Whidbey, mestre de l'HMS Discovery durant l'expedició de George Vancouver de 1791 a 1795, el 1794. El nom li va ser posat el 1868 pel comandant R. W. Meade, de la Marina dels Estats Units d'Amèrica, per William Chapman Ralston.